# Ophiura ljungmani
Ophiura ljungmani är en ormstjärneart som först beskrevs av George Richard Lyman 1878.  Ophiura ljungmani ingår i släktet Ophiura och familjen fransormstjärnor. Inga underarter finns listade i Catalogue of Life.